# Jamil Dem
Raphael Jamil Dem (* 9. März 1993 in Berlin) ist ein deutscher Fußballspieler.

## Karriere
In seiner Jugend spielte Dem für den Lichterfelder FC Berlin, Tennis Borussia Berlin und Hertha Zehlendorf. 2012 wechselte er in die zweite Mannschaft von Hertha BSC, für die er drei Jahre in der Regionalliga Nordost auflief.
Zur Saison 2015/16 wechselte Dem zum Chemnitzer FC in die 3. Liga. Er erhielt einen Vertrag bis 2017 mit Option für eine einjährige Verlängerung. Am Ende der Saison 2017/18 teilte der Chemnitzer FC mit, dass Jamil Dem den Verein verlassen werde. Zuvor war Dem anderthalb Jahre lang wegen Schmerzen im rechten Knie nicht mehr zum Einsatz gekommen.
Anfang Oktober 2018 schloss er sich dem Drittligisten SG Sonnenhof Großaspach an. Großaspach verließ er 2020, nachdem der Verein abgestiegen war. Er wechselte daraufhin zur VSG Altglienicke.